# هنري شيلدون
هنري شيلدون (بالإنجليزية: Henry Sheldon)‏ هو مدرس أمريكي، ولد في 3 أكتوبر 1874 في سولت ليك في الولايات المتحدة، وتوفي في 1948 في يوجين في الولايات المتحدة.